# 牛久浄苑
牛久浄苑（うしくじょうえん）は茨城県牛久市にある霊園で牛久大仏や小動物公園なども含む過去に無かったタイプの複合型大規模公園墓地。牛久大仏、小動物公園、浄土式庭園、お花畑などを擁する。約37万平方メートルの敷地のうち25%（約9万㎡・東京ドーム2個分）を緑地として作りこみ、緑の豊かな景観となっている。ペット墓や個人墓・夫婦墓、永代供養（護持）制度などもある。浄土真宗東本願寺派本山東本願寺によって作られた。

## 霊園の概要
- 所在地：茨城県牛久市久野町1923他
- 総面積：約37万平方メートル（12万坪）
- 開園年：1991年（平成3年）
- 主要施設：管理事務所（十方堂）・受付カウンター・礼拝室（大小3室）・待合いロビー（1F/2F）・会席場（3室）・着替室（2室）・休憩室（2室）・生花販売所・苑内各所に駐車場、屋外トイレ、牛久大仏、浄土庭園、小動物公園、お花畑、入場門、発遣門、釈迦三尊像、大香炉、定聚苑、本願荘厳の庭、正覚の滝、大心海、群生海、コイのエサやり、光の世界、念仏の間、知恩報徳の世界（写経の間）、蓮華蔵世界（胎内佛・永代経）、写経の間、念仏の間、霊鷲山の間（御仏舎利）、5F展望窓、本廟
- 宗教：不問
- 開園時間：9:00-17:00
- 休園日：年中無休
- 事業主体：浄土真宗東本願寺派本山東本願寺

## 主な施設
- 十方堂（じっぽうどう）：管理事務所、礼拝室、ロビー、会席所などを含む施設。
- 墓域：01区から05区まであり、墓地の種類は多い。一般墓地・特別墓地・生垣墓地・芝生墓地・壁墓地・ガーデニング墓地・個人墓・夫婦墓・ペット墓。
- 牛久大仏：牛久大仏は、ブロンズ製大仏立像で世界最大とギネスブックに登録されている。全高120m（像高100m、台座20m）[1]。
- 小動物公園 ：牛久大仏の庭園エリアにある。うさぎやヤギなどにエサを与えることもでき、家族連れに人気のスポット。
- お花畑：牛久大仏の庭園エリアにあるが春と秋の花畑の他にあじさいの小径や芝桜や桜など四季折々の花が咲く数万平方メートルに及ぶ花畑。
- 本廟：浄土真宗開祖親鸞から歴代法主の御真骨を奉安している。

## 施工
施工は牛久大仏を施工した川田工業が行った。牛久浄苑は 1991年（平成3年）に開園したが、牛久大仏は、牛久浄苑の開園後、1992年12月に完成し、 1993年6月落慶した。

## 行事
- 12月31日：牛久大仏にて修正会（しゅうしょうえ）。牛久大仏がライトアップされて奉納花火も上がる。1月1日からは初詣。
- 3月春彼岸：春のお彼岸。春分の日を挟む前後3日間、十方堂にて彼岸会合同法要が行われる。
- 8月お盆： 8月13日〜16日まで。
- 8月15日：牛久大仏にて、盂蘭盆会物故者追悼法要法要「万燈会（まんとうえ）」が厳修される。献灯された数千のろうそくに灯がともり、牛久大仏がライトアップされて花火も上がる。第1回目の万燈会は、まだ牛久大仏が完成していなかったため、牛久浄苑の「光の道」に灯籠を並べ、建築途上の牛久大仏をライトアップして厳修された。
- 9月秋彼岸：秋のお彼岸。秋分の日を挟む前後3日間、十方堂にて彼岸会合同法要が行われる。

## アクセス
鉄道・バス
- JR常磐線牛久駅東口から関東鉄道バス「牛久浄苑行き」（３便/平日）または「直行 牛久大仏・あみプレミアムアウトレット」（土曜休日+彼岸+正月三が日など運転:午前中は毎時00分・14時台を除く13-16時の間毎時40分発。14時台のみ30分発）に乗車し、「牛久浄苑」停留所又は「牛久大仏」停留所下車。

『牛久浄苑』行き便と直行便とでは、運行経路の違いにより運賃と所要時間が異なるので注意が必要（ナビタイム バス停「牛久浄苑」）。
自動車
- 首都圏中央連絡自動車道（圏央道）、阿見東ICより約3分。

## フィクション
牛久大仏は、小説『けものがれ、俺らの猿と』（町田康 原作）の映画版（2001年製）と小説『下妻物語』（嶽本野ばら 原作）の映画版（2004年製）などに登場しているが、牛久浄苑の墓地区画03区06番は映画『下妻物語』の決闘シーンのロケ地跡。